# SS Folgore/Falciano
S.S. Folgore/Falciano este o echipă de fotbal din Falciano, Serravalle, San Marino.

## Titluri
- Campionato Sammarinese di Calcio: 3

1997, 1998, 2000
- Trofeul Federal San Marino: 2

1997, 2000

## Lotul de jucători
| Nr. |            | Poziție | Jucător            |
| --- | ---------- | ------- | ------------------ |
|     | San Marino | P       | Stefano Bellavista |
|     | San Marino | P       | Marco Felici       |
|     | San Marino | F       | Stefano Diana      |
|     | San Marino | F       | Stefano Ferri      |
|     | San Marino | F       | William Forcellini |
|     | San Marino | F       | Michele Giovagnoli |
|     | San Marino | F       | Devis Guidi        |
|     | San Marino | F       | Alessandro Protti  |
|     | San Marino | F       | Filippo Tardini    |
|     | San Marino | M       | Fabrizio Amati     |
|     | San Marino | M       | Emanuel Amici      |
|     | San Marino | M       | Simone Bianchi     |

| Nr. |            | Poziție | Jucător             |
| --- | ---------- | ------- | ------------------- |
|     | San Marino | M       | Nicola Canini       |
|     | San Marino | M       | Alberto Durelli     |
|     | San Marino | M       | Andrea Lani         |
|     | San Marino | M       | Mirco Rupi          |
|     | San Marino | M       | Denis Zonzini       |
|     | San Marino | A       | Massimiliano Gianni |
|     | San Marino | A       | Fabio Massaroni     |
|     | San Marino | A       | Gabriele Muratori   |
|     | San Marino | A       | Cristian Negri      |
|     | San Marino | A       | Andrea Renzi        |
|     | San Marino | A       | Luca Tonelli        |